# Theodor von Scheve
Theodor von Scheve est un joueur d'échecs allemand né le 11 juin 1851 à Koźle (province de Silésie) et mort le 19 avril 1922 à Paczków. Il participa à de nombreux tournois internationaux de 1881 à 1911.
Ses meilleurs résultats furent :
- quatrième du tournoi de Leipzig 1888 ;
- la victoire au championnat de Berlin 1889 avec 7,5 points sur 9 ;
- 3e-4e du tournoi de Berlin 1890 remporté par Emanuel Lasker ;
- deux matchs nuls avec Curt von Bardeleben en 1888 et 1891 ;
- la 7e-9e place au congrès britannique de Manchester 1890 ;
- une troisième place ex æquo au tournoi de Monte-Carlo 1901, remporté par David Janowski) ;
- la troisième place au tournoi de Paris 1902 ;
- cinquième au tournoi de Monte-Carlo 1904 (tournoi thématique sur le gambit Rice).

Il est l'auteur d'un essai philosophique : (de) Der Geist des Schachspiel, 1919.